# إسطركن لاذع
إسطركن لاذع (الاسم العلمي:Strychnos pungens) هو نوع من النباتات يتبع جنس الإسطركن من الفصيلة اللوغانية.

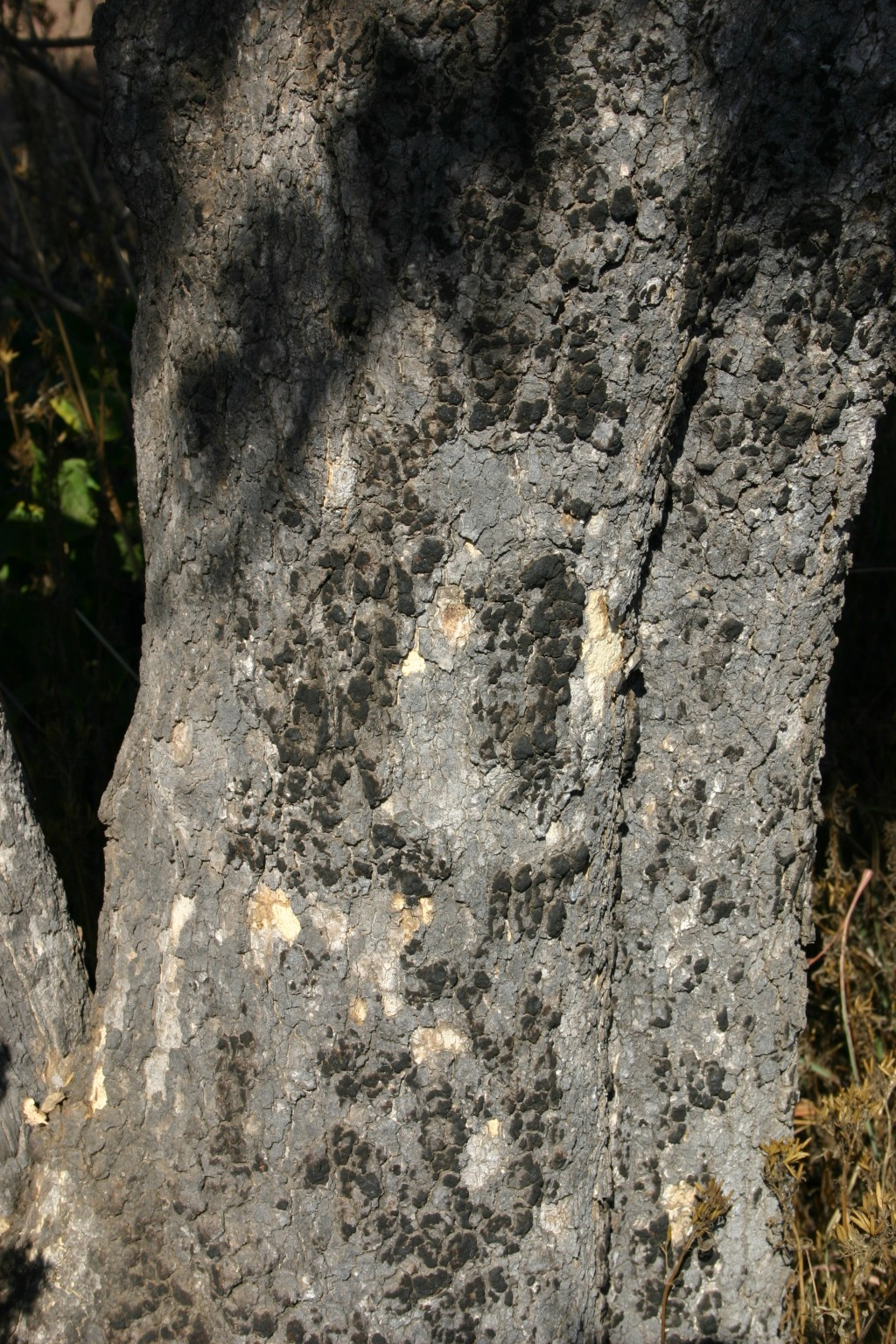
اللحاء
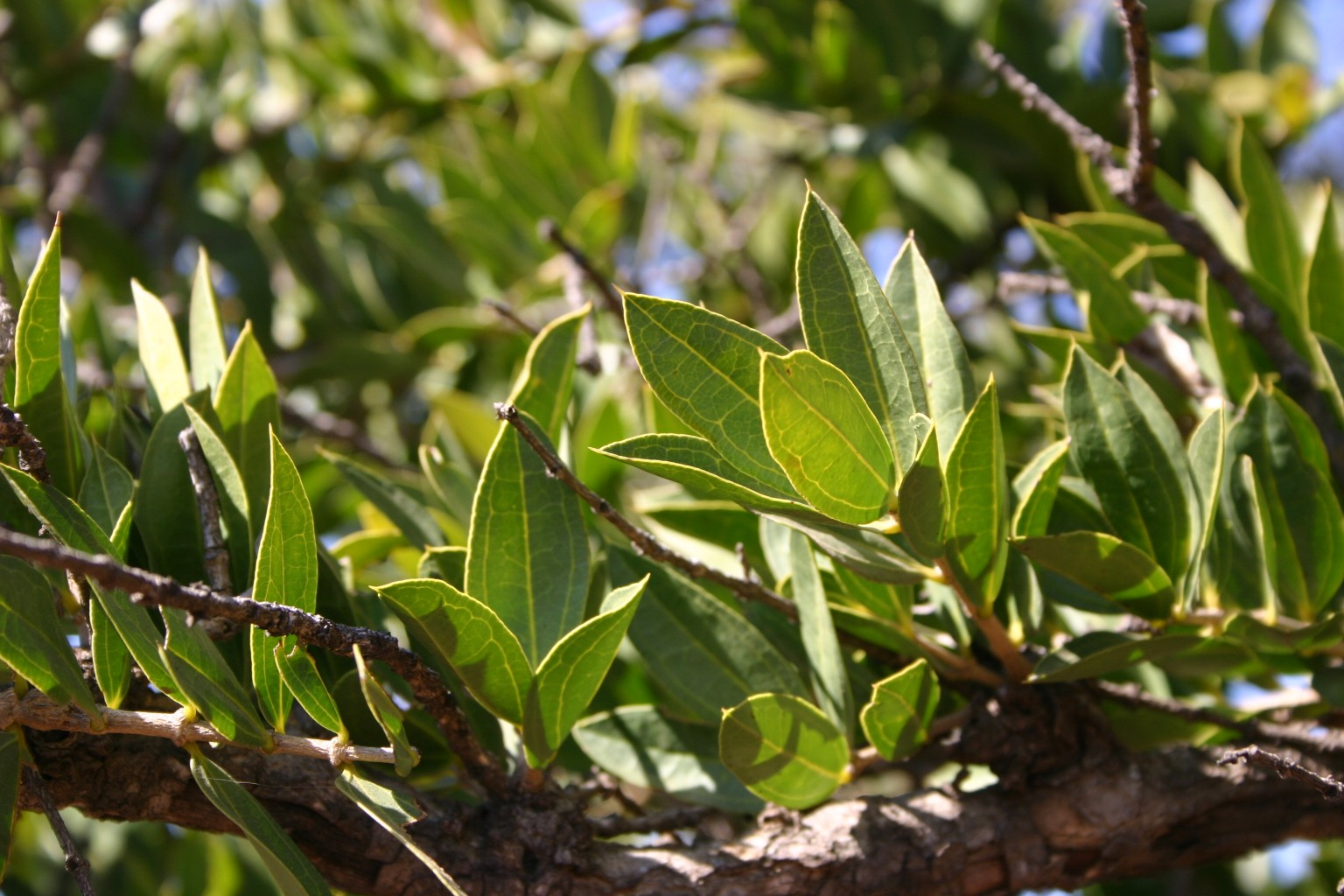
الأوراق
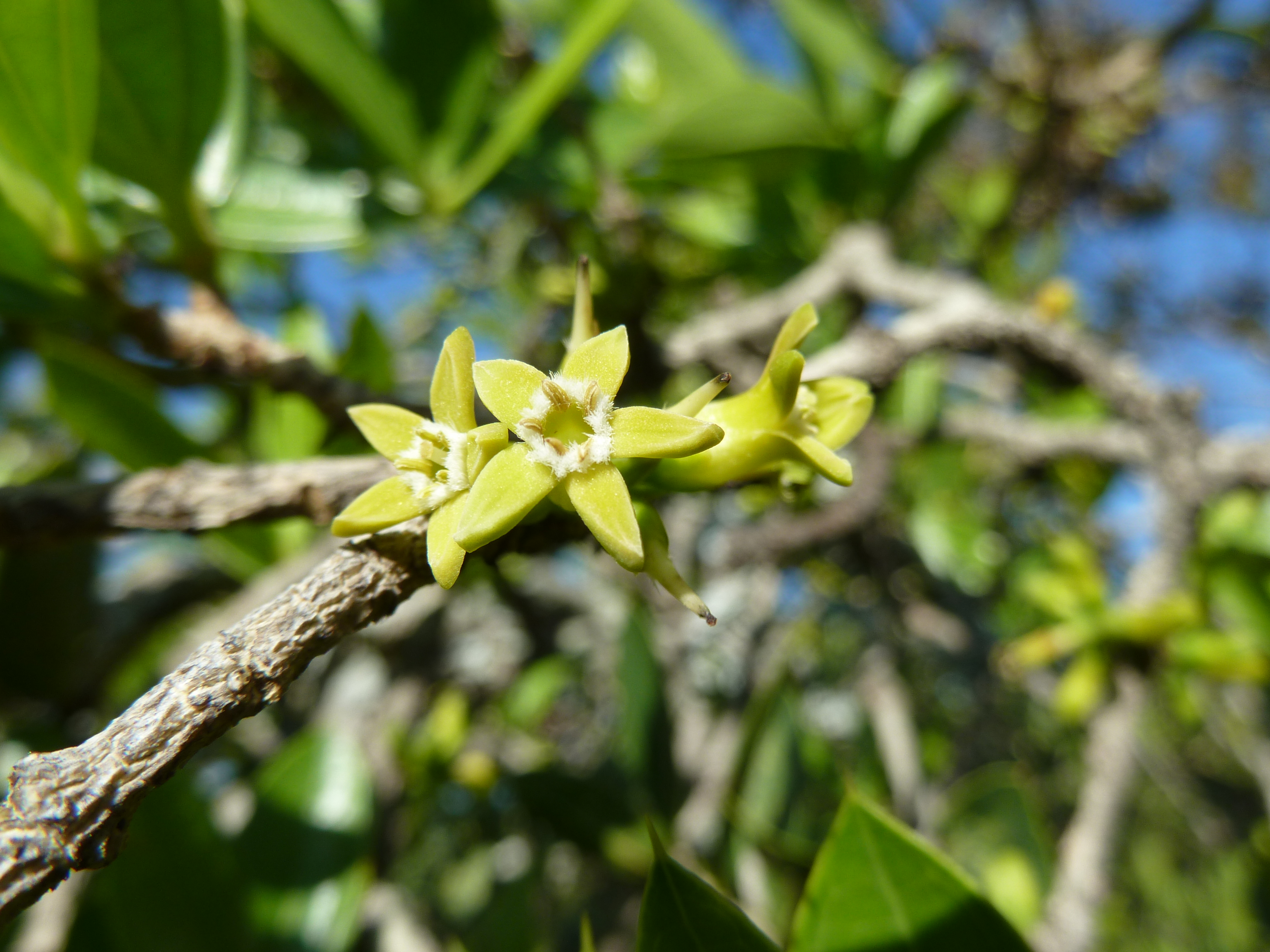
الأزهار
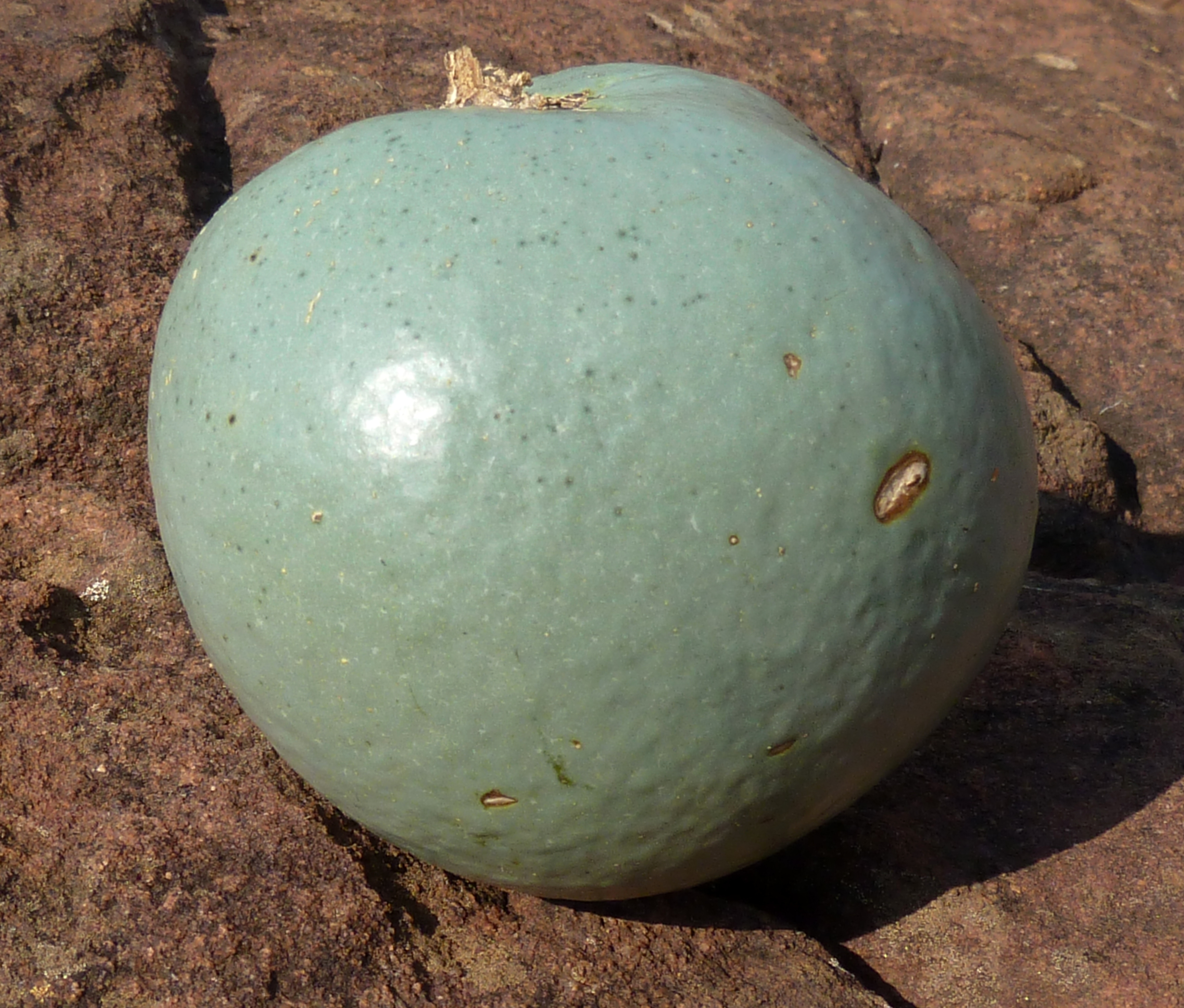
الثمر